# Byrandahalli, Kolar
Byrandahalli là một làng thuộc tehsil Kolar, huyện Kolar, bang Karnataka, Ấn Độ.